# أيمن يحيى
أيمن يحيى سالم هو لاعب كرة قدم سعودي ، ولد في مدينة في الرياض، يلعب حاليًا كلاعب جناح في نادي النصر في الفريق الأول ودرجة الشباب.

## مسيرة اللاعب

### نادي النصر
مثل نادي النصر في الفئات السنية واختير لبعض معسكرات منتخب الشباب ووقع عقده الأول مع نادي النصر في 3 أغسطس 2019 عقد لمدة 5 سنوات .

### النادي الأهلي
أعير من نادي النصر إلى النادي الأهلي مطلع عام 2022 إلى نهاية الموسم .

## روابط خارجية
- أيمن يحيى على موقع قاعدة بيانات كرة القدم.إي يو (الإنجليزية)
- أيمن يحيى على موقع ناشيونال فوتبول تيمز (الإنجليزية)
- أيمن يحيى على موقع Soccerway.com (الإنجليزية)
- أيمن يحيى على موقع كووورة
- أيمن يحيى على موقع أوليمبيديا (الإنجليزية)